# Máretsuolu
Máretsuolu är en ö i Finland. Den ligger i sjön Suolojavri och i kommunen Utsjoki i den ekonomiska regionen Norra Lappland och landskapet Lappland, i den norra delen av landet, 1 100 km norr om huvudstaden Helsingfors. Öns area är 1,9 hektar och dess största längd är 220 meter i nord-sydlig riktning.